# Famille Dupont de Ligonnès
La famille du Pont de Ligonnès (anciennement de Molin du Pont), devenue Dupont de Ligonnès au XIXe siècle, est une famille originaire du Vivarais, qui s'est ensuite transplantée en Gévaudan. Elle a été admise à l'Association d'entraide de la noblesse française le 21 mai 1970.
De cette famille sont issus notamment des officiers, un vicaire général, un évêque de Rodez, des maires, un conseiller général, des chevaliers de Saint-Louis et de la Légion d'honneur, ainsi que le principal suspect d'un drame familial connu comme l'« affaire Dupont de Ligonnès ».

## Histoire

### Origine
Cette famille avait pour patronyme primitif de Molin, du Mollin ou du Moulin — nom auquel était adjoint celui de la seigneurie du Pont de Mars au Chambon-sur-Ligon, puis qui tomba en désuétude au milieu du  XVIIe siècle,. À la fin du Grand Siècle, les membres de cette famille ne portaient plus que le nom de leur terre du Pont ou du Pont (devenu Dupont par agglutination) de Ligonnès pour la branche aînée (scindée en deux rameaux) — tandis que la cadette (éteinte au XIXe siècle en ligne légitime) conservait le patronyme d'origine et se nommait du Molin du Fraisse,.
Le premier ancêtre certain de cette famille, Pierre de Molin (ou du Moulin), seigneur du Pont de Mars (près de Saint-Agrève) en Vivarais et du Chambon au diocèse du Puy, a épousé en 1507 Anne Vialate,. Il aurait été fils de Guillaume de Molin, seigneur du Pont de Mars, qui avait épousé en 1475 Alarie d'Arlempdes,.

### Terres et châteaux
Outre ses possessions originelles en Vivarais, en 1625, un membre de cette famille hérite par alliance des terres du comté de Valon — restées, ainsi que la seigneurie du Pont-de-Mars, dans le rameau aîné du Pont, et ce jusqu'à son extinction au XVIIIe siècle. 
En 1669, le rameau cadet du Pont hérite de la terre et du château de Ligonès, paroisse de Sablières, canton de Valgorge en Bas-Vivarais — que ce rameau devait posséder jusqu'au XVIIIe siècle et dont il conserve le nom.
Durant la seconde moitié du XVIIIe siècle, par héritage également, ce même rameau entre en possession du château de Pomayrols, en Rouergue (actuel département de l'Aveyron) — cédé aux Aymar de Jabrun en 1809.
En 1908, les Dupont de Ligonnès acquièrent le château de Ressouches dans le département de la Lozère — passé à l'actuelle propriétaire, Chantal Bazin de Jessey, née Dupont de Ligonnès.

### Noblesse
La famille fut maintenue noble sous l'Ancien Régime : 
- les 4 et 24 janvier 1670 par l'intendant du Languedoc Claude Bazin de Bezons[7] ;
- le 30 janvier 1698 par l'intendant du Languedoc Nicolas de Lamoignon[7].

Régis Valette retient comme principe de noblesse pour cette famille l'année 1507. 
Cette famille n'a pas de titre de noblesse régulier, mais porte proprio motu les titres de courtoisie de marquis et comte de Ligonnès depuis 1754 — ainsi que de vicomte de Ligonnès.

### Personnalités
Dans le rameau du Pont de Ligonnès (puis Dupont de Ligonnès), on retiendra les personnalités qui suivent :
Aux XVIIe et XVIIIe siècles :
- Antoine-Christophe de Molin du Pont, sénéchal et gouverneur du duché de Joyeuse ;
- Ignace du Pont de Ligonnès, maréchal des logis[8] des mousquetaires noirs avec brevet de mestre de camp ;
- Raphaël Pancrace du Pont de Ligonnès, mousquetaire gris ;
- Charles Gabriel du Pont de Ligonnès, officier de cavalerie, commandant de la garde nationale de Mende en 1795 ;
- Antoine-Ignace du Pont de Ligonnès, chanoine-comte de Brioude en 1776, vicaire général de Lodève, décédé en 1806.

Aux XIXe et XXe siècles, :
- Édouard du Pont de Ligonnès, garde de la porte du roi en 1814, chevalier de la Légion d'honneur en 1815, officier, docteur en médecine, membre de la Société d'agriculture de la Lozère, conseiller général — qui avait épousé, en 1827, Sophie de Lamartine, sœur de l'écrivain Alphonse de Lamartine, l'une des plus grandes figures du Romantisme en France.
- Marie Marthe Dupont de Ligonnès (1840-1902), supérieure du couvent Saint-Vincent-de-Paul de Chartres de 1895 à sa mort.
- Charles du Pont de Ligonnès (1845-1925), officier, maire d'Auxillac (ancienne commune de la Lozère) puis, après sa démission de l'armée et son ordination, supérieur du grand séminaire de Mende[9], vicaire général, protonotaire apostolique et évêque de Rodez et Vabres. Ce prélat a laissé son nom à la rue Monseigneur-de-Ligonnès à Mende.
- Bernard Dupont de Ligonnès (1865-1936), officier d'infanterie, maire de Chanac[10] en 1925 et conseiller d'arrondissement à Mende — témoin de la Grande Guerre en France puis dans les Balkans, dont les souvenirs ont été publiés en 1998 sous ce titre : Un commandant bleu horizon. Souvenirs de guerre de Bernard de Ligonnès, 1914-1917[11].

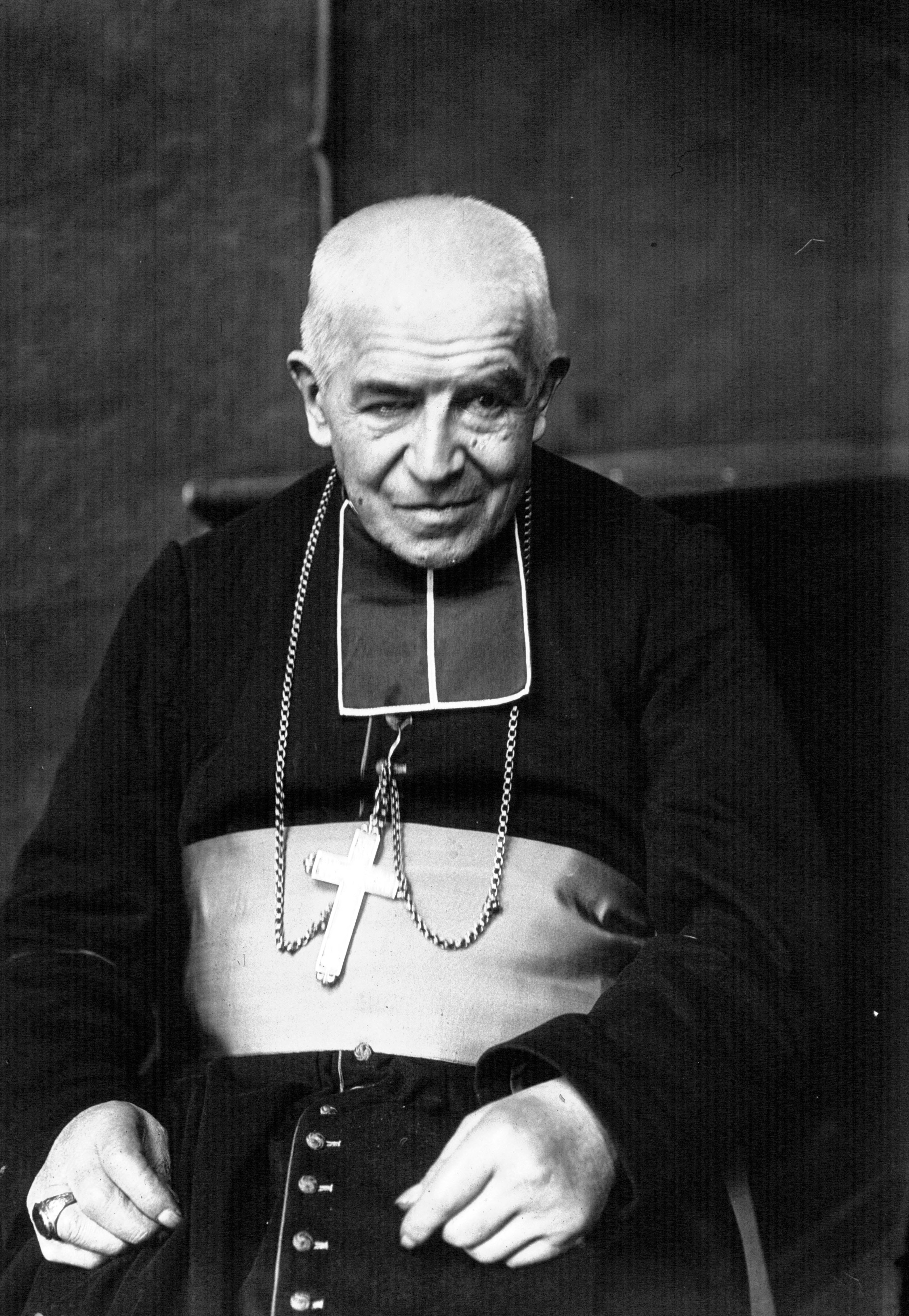
Charles de Ligonnès (1845-1925), évêque de Rodez et Vabres.

Au XXIe siècle :
- Xavier Dupont de Ligonnès (1961), recherché dans le cadre de l' « affaire Dupont de Ligonnès » — depuis la découverte, le 21 avril 2011, des corps de sa femme et de leurs quatre enfants, enterrés sous la terrasse de leur maison à Nantes.

## Armes et devise
- Le rameau aîné (éteint) des du Pont portait pour armes : D'azur à un heaume d'argent accompagné de trois étoiles d'or[3].

- Ignace du Pont, dit le comte de Vallon, seigneur du Pont (du rameau aîné), a fait enregistrer en 1696 ces armes complexes : Écartelé : au 1 de gueules à un casque taré de front d'or, accompagné de trois étoiles du même, deux en chef et une en pointe ; au 2 d'azur à trois croisettes d'or, deux et un ; au 3 d'azur à deux lévriers d'argent, accolés de sable ; au 4 d'argent à trois pals de gueules[3].

- Les du Pont de Ligonnès puis Dupont de Ligonnès (rameau cadet, seul subsistant) ont adopté pour brisure : De gueules à un heaume d'or taré de trois-quart, accompagné de trois étoiles d'argent[3],[12].

- Ces mêmes armes brisées ont été adoptées par la commune de Saint-Germain-du-Teil en hommage à Charles de Ligonnès, qui avait commandé les mobiles de Lozère pendant la Guerre franco-allemande de 1870[13],[14].

- Devise personnelle de Charles de Ligonnès, évêque de Rodez et de Vabres : In fidei lumine virtus[2].

Blason du Pont (aînés).
Blason du Pont de Ligonnès (cadets, devenus Dupont de Ligonnès).
Armoiries de Charles de Ligonnès, évêque de Rodez et de Vabres.

## Alliances
Les principales alliances de la famille sont les suivantes, : d'Arlempdes (1475), Vialate (1507), de Chalendar de Cornillon (1577), (de) Truchet, de Pouzols (1580), Chapelon (1585), de Saint-Cierge (1600), de la Baume (1625), Bonet du Fraisse (1630), de Bernard de Talode du Grail, du Roure, de Combladour (1669), de Saignard, de Fay de Gerlande, de Roux de la Loubière (1712), du Serre de la Rochette (1745), de Brun de Montesquieu, de la Roche-Négly (1792), de Lamartine (1827), de Seguin de la Tour de Reyniès, Quarré de Verneuil, Bouygues (1832), de Laulanhier (1863), Saint-René Taillandier (1900), Chabert (1926), Trabaud (1929), Bazin de Jessey (1955), Gourlez de La Motte (1956), Hodanger (1991), de Verdun, etc.

## Descendance actuelle
À la suite de l'« affaire Dupont de Ligonnès », cette famille n'est plus représentée en ligne masculine après le décès du 8e et dernier marquis en 2013. Il subsiste cependant Alexandre Dupont de Ligonnès, fils illégitime d'Hubert Dupont de Ligonnès et de Catherine Moreigneaux et donc demi-frère de Xavier Dupont de Ligonnès. Par ailleurs, Christine, sœur du principal suspect, Xavier Dupont de Ligonnès, déclare ne pas croire à la mort de ses neveux. Dans un livre paru en mars 2024, elle prétend que son frère n'a pas assassiné sa famille, mais que celle-ci a été exfiltrée avec lui en secret, l'assassinat n'étant qu'une couverture mise en scène par des services secrets. Cette hypothèse, qualifiée de théorie du complot par des journalistes, a été fortement controversée, son frère Xavier étant recherché par Interpol depuis le 21 avril 2011.

## Postérité
- Rue Monseigneur-de-Ligonnès, à Mende
- Blason du village de Saint-Germain-du-Teil (Lozère), en souvenir de Charles de Ligonnès